# NGC 6919
NGC 6919 (również PGC 64883) – galaktyka spiralna z poprzeczką (SBc), znajdująca się w gwiazdozbiorze Mikroskopu. Odkrył ją 2 września 1836 roku John Herschel.